# Swietłana Goriaczewa
Swietłana Pietrowna Goriaczewa (ur. 1946 w Kraju Nadmorskim) – absolwentka Uniwersytetu Dalekowschodniego. Od 1986 do 1990 prokurator w Nadmorskiej Prokuraturze Ochrony Przyrody (Władywostok). Od 1990 do 1991 wiceprzewodnicząca Rady Najwyższej RFSRR. Członkini KPZR i KPFR. Od 1991 zastępca prokuratora Władywostoku. Odznaczona Orderem Honoru.